# Kulcsár Sándor (labdarúgó)
Kulcsár Sándor (Nagyvárad, 1965. július 16. –) romániai származású magyar labdarúgó.

## Pályafutása
Magyarországra Pásztor József békéscsabai edző hozta, az első magyarországi klubja a Békéscsabai Előre FC volt. A liláknál 1992-1997 között alapembernek számított, nagyjából minden harmadik meccsen gólt szerzett. Ebben az időszakban többször is szerepelt a góllövőlista 4-5. helyén, a csapattal 1993/1994-ben pedig bronzérmet szerzett. A viharsarki egylettől 1997-ben távozott, majd a Diósgyőr játékosa lett két és fél szezonig Tornyi Barnabás keze alatt. Miskolcról anyagi problémák miatt távozott az FTC-hez, ahol egy szezont játszott, ezüstérmet szerezve a bajnokságban. Ezt követően Siófokon szerepelt, majd Nyíregyházán fejezte be NBI-es pályafutását. Levezetésként a Bőcsben játszott.

## Civil életben
2003-ban befejezte az aktív játékot, ezt követően visszaköltözött Nagyváradra, saját vállalkozást alapítva. Emellett egy miskolci érdekeltségű cégnek a romániai ügyvezetője.